# Nomiyama Shuji
Shuji Nomiyama (sinh ngày 23 tháng 5 năm 1977) là một cầu thủ bóng đá người Nhật Bản.

## Sự nghiệp câu lạc bộ
Shuji Nomiyama đã từng chơi cho Kyoto Purple Sanga.